# 06 (film)
Pour les articles homonymes, voir 06.
Pour plus de détails, voir Fiche technique et Distribution.
06 est un film néerlandais réalisé par Theo van Gogh, sorti en 1994.

## Fiche technique
- Titre français : 06
- Réalisation : Theo van Gogh
- Scénario : Marcel Otten, Ariane Schluter, Ad van Kempen et Johan Doesburg d'après sa pièce de théâtre
- Photographie : Tom Erisman
- Musique : Ruud Bos
- Pays d'origine : Pays-Bas
- Format : couleurs - 1,66:1 - stéréo
- Durée : 87 minutes
- Date de sortie : 1994

## Distribution
- Ariane Schluter : Sarah Wevers
- Ad van Kempen : Thomas Venema